# Voxel Space
Voxel Space ist eine auf Voxeln basierende Grafik-Engine, welche von der Firma NovaLogic u. a. für die Ego-Shooter-Reihe Delta Force sowie für die Helikopterflugsimulation Comanche: Operation White Lightning entwickelt wurde. In den frühen 2000er Jahren wurde sie zum Patent angemeldet.

## Beschreibung
Die Engine benutzt eine Technik, die die darzustellende Landschaft quasi in eine Ebene „kippt“ und als Relief darstellt. Danach wird für jeden Punkt der Karte entlang eines Rasters ein Höhenwert berechnet und als Voxel in der entsprechenden Position und in der korrekten Farbe dargestellt. Mit dieser Methode ist es möglich, realistische Erd-Oberflächen darzustellen. Die Methode ist verhältnismäßig schnell, da sie ohne das bei polygonalen Algorithmen nötige Clipping und ohne Z-Buffer auskommt. Das war eine Voraussetzung dafür, dass sie bereits 1992 auf damals üblichen PCs eingesetzt werden konnte. 
Während weit entfernte Objekte sehr realistisch dargestellt werden können, wirken Objekte, die sich nahe beim Betrachter befinden, eher pixelig. Weiterhin ist es mit dieser Technik nicht möglich, Objekte, wie zum Beispiel Häuser oder Bäume, in die Landschaft zu integrieren, diese müssen stattdessen polygonal ins Bild einberechnet werden. 
Für den zweiten Teil von Comanche erweiterte NovaLogic die bestehende Engine um Rauchschwaden und spiegelnde Wasseroberflächen.